# Брадфорд (Теннессі)
Брадфорд (англ. Bradford) — місто (англ. town) в США, в окрузі Ґібсон штату Теннессі. Населення — 1001 особа (2020).

## Географія
Брадфорд розташований за координатами 36°4′27″ пн. ш. 88°48′56″ зх. д. / 36.07417° пн. ш. 88.81556° зх. д. (36.074049, -88.815655).  За даними Бюро перепису населення США в 2010 році місто мало площу 4,47 км², уся площа — суходіл.

## Демографія
Згідно з переписом 2010 року, у місті мешкало 1048 осіб у 432 домогосподарствах у складі 294 родин. Густота населення становила 234 особи/км².  Було 480 помешкань (107/км²).
Расовий склад населення:
| - 90,7 % — білих - 7,1 % — чорних або афроамериканців - 0,3 % — корінних американців - 0,2 % — азіатів |

До двох чи більше рас належало 1,1 %. Частка іспаномовних становила 1,0 % від усіх жителів.
За віковим діапазоном населення розподілялося таким чином: 23,6 % — особи молодші 18 років, 60,0 % — особи у віці 18—64 років, 16,4 % — особи у віці 65 років та старші. Медіана віку мешканця становила 40,0 року. На 100 осіб жіночої статі у місті припадало 86,1 чоловіків;  на 100 жінок у віці від 18 років та старших — 82,5 чоловіків також старших 18 років.
Середній дохід на одне домашнє господарство  становив 48 504 долари США (медіана — 43 750), а середній дохід на одну сім'ю — 58 855 доларів (медіана — 51 316). За межею бідності перебувало 20,6 % осіб, у тому числі 24,6 % дітей у віці до 18 років та 13,8 % осіб у віці 65 років та старших.
Цивільне працевлаштоване населення становило 497 осіб. Основні галузі зайнятості: освіта, охорона здоров'я та соціальна допомога — 21,5 %, виробництво — 20,9 %, роздрібна торгівля — 12,3 %, мистецтво, розваги та відпочинок — 8,2 %.